# Alfred Lind
Sören Estrup Alfred Lind, född 27 mars 1879 i Helsingör, död 29 april 1959 i Köpenhamn, var en dansk regissör, manusförfattare och filmfotograf
Lind var verksam som regissör i Tyskland och Italien. 

## Regi
- 1928 - Tragödie im Zirkus Royal
- 1923 - La Fanciulla dell'aria
- 1920 - Alkohol

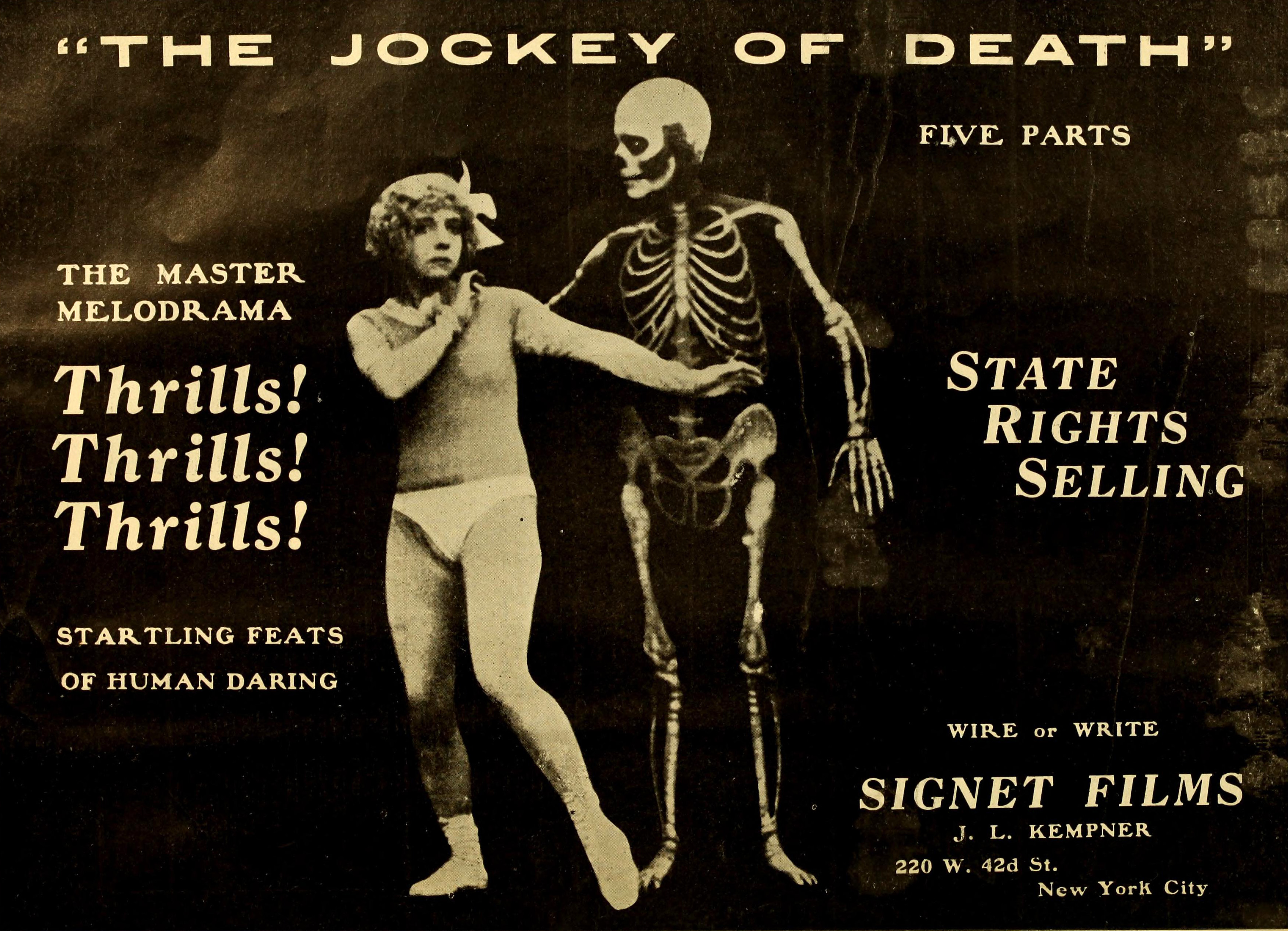
Il jockey della morte

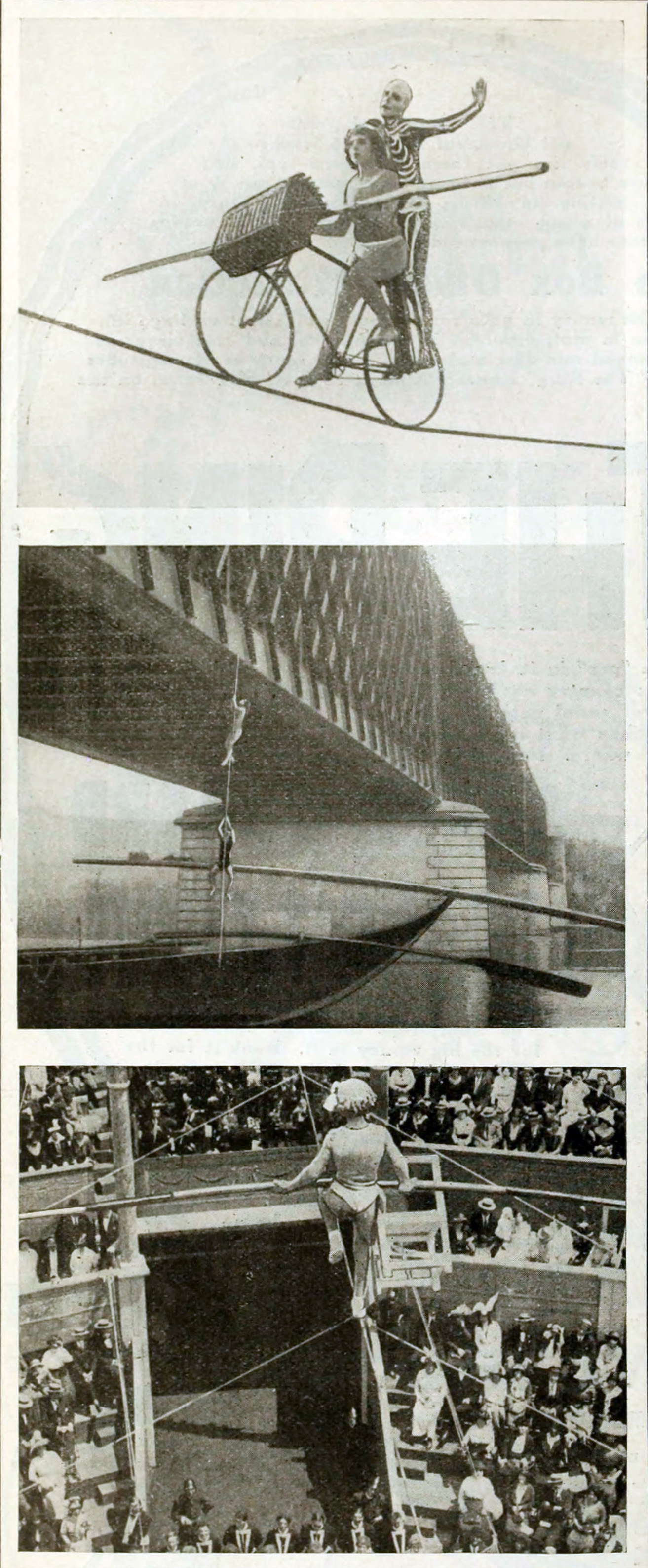
Il jockey della morte (1915)

- 1916 - Ultima rappresentazione di gala del Circo Wolfsohn
- 1913 - Amerika - Europa im Luftschiff
- 1912 - Bjørnetæmmeren
- 1912 - Den flyvende cirkus
- 1911 - De fire djævle
- 1911 - Den farlige leg
- 1911 – Dæmonen
- 1910 - Den hvide slavehandel
- 1910 – Massösens offer

## Filmfoto i urval
- 1913 - Krigskorrespondenter
- 1912 - Den flyvende cirkus
- 1911 – Dæmonen
- 1910 – Massösens offer
- 1910 - Afgrunden
- 1909 - Den lille hornblæser
- 1906 - Holger Drachmann

## Filmmanusi urval
- 1928 - Tragödie im Zirkus Royal
- 1912 - Den flyvende cirkus

## Filmografi roller i urval
- 1912 - Bjørnetæmmeren
- 1911 - De fire djævle